# Désirs humains
Pour les articles homonymes, voir Human Desire.
Pour plus de détails, voir Fiche technique et Distribution.
Désirs humains (Human Desire) est un film américain réalisé par Fritz Lang, sorti en 1954.

## Synopsis
Quand Jeff rentre de la guerre de Corée, il reprend son emploi aux chemins de fer. Peu de temps après, son ami Carl tue l'amant et parrain de sa femme, Vicky.
Au courant mais pour ne pas compromettre Vicky dont il est tombé amoureux, Jeff garde le secret. Les deux amoureux projettent alors de se débarrasser du mari.

## Fiche technique
- Titre original : Human Desire
- Réalisation : Fritz Lang
- Scénario : Alfred Hayes d'après le roman La Bête humaine d'Émile Zola
- Photographie : Burnett Guffey
- Montage : Aaron Stell
- Musique : Daniele Amfitheatrof
- Producteur : Lewis J. Rachmil
- Société de production : Columbia Pictures
- Pays de production :  États-Unis
- Langue : anglais américain
- Genre : Film dramatique, Film noir
- Dates de sortie : 
  - États-Unis : 5 août 1954
  - Belgique : 18 février 1955
  - France : 8 juillet 1955
- Affiche : Jean Mascii (France)

## Distribution
- Glenn Ford (VF : Raoul Curet) : Jeff Warren
- Gloria Grahame  (VF : Claire Guibert) : Vicky Buckley
- Broderick Crawford (VF : Marcel Raine) : Carl Buckley
- Edgar Buchanan  (VF : Camille Guerini) : Alec Simmons
- Kathleen Case : Ellen Simmons
- Peggy Maley (en) : Jean
- Diane DeLaire : Vera Simmons
- Grandon Rhodes : John Owens
- John Pickard (en) : Matt Henley

## À noter
- Fritz Lang a fait l'impossible pour que Peter Lorre joue le rôle de Jeff Warren, mais celui-ci avait été tellement malmené par le réalisateur lors du tournage de M le maudit qu'il refusa.
- Le rôle de Vicky Buckley était initialement prévu pour Rita Hayworth avant d'être confié à Gloria Grahame.
- Ce film est un remake du film La Bête humaine de Jean Renoir sorti en 1938 et adapté du roman du même nom d'Émile Zola. C'est ici la seconde fois que Fritz Lang emprunte le même chemin que Jean Renoir après La Chienne, sorti en 1931, et La Rue rouge (1945), adaptations du roman de Georges de La Fouchardière.